# Мамлеев, Диниахмед Набиулиевич
Диниахмед Набиулевич Мамлеев (7 ноября 1905, Белебей, Уфимская губерния, Российская империя — 21 августа 1976, Ленинград, РСФСР, СССР) — советский строитель. Руководитель треста «Череповецметаллургстрой». Герой Социалистического Труда, заслуженный строитель РСФСР. Лауреат Премии Совета министров СССР.

## Биография
Родился в семье управляющего кожевенным заводом в г. Белебей 7 ноября 1905 года. Окончил 7 классов, затем — курсы телеграфистов, работал помощником начальника почтового отделения. С августа 1926 г. учился на рабфаке Ленинградского сельскохозяйственного института. В 1929 году поступил на строительный факультет Ленинградского политехнического института. В связи с реорганизацией высшей школы в 1933 г. окончил Ленинградский институт инженеров промышленного строительства (отраслевой вуз Ленинградского политехнического института). Работал на строительстве Белорецкого металлургического завода, участвовал в возведении ТЭЦ, мартеновской печи, домны.
В 1936—1939 гг. служил в Красной армии, в сапёрных войсках.
В 1939 г. — исполняющий обязанности управляющего трестом № 47 Народного Комиссариата авиационной промышленности. С начала 1941 г. в Нижнем Тагиле, затем в Уфе строил заводы Минавиапрома, передислоцируемые с запада страны. В декабре 1941 г. вступил во Всесоюзную коммунистическую партию (большевиков).
С февраля 1943 г. — заместитель управляющего трестом № 3, с февраля 1944 г. — управляющий трестом № 16 Минавиапрома; строил авиамоторный завод в Рыбинске. С марта 1946 г. — управляющий трестом № 21 Минавиапрома, строил машиностроительный завод в Ленинграде.
С марта 1949 г. работал на строительстве Череповецкого металлургического завода в должности управляющего трестом «Череповецметаллургстрой». Ввёл диспетчерскую службу, сетевые графики, монтаж крупносборных конструкций с «колёс» и другие новации.
Под его руководством построены теплоэлектроцентраль, четыре доменные печи, шесть коксовых батарей, двенадцать мартеновских печей, три аглофабрики, две углефабрики, девять прокатных станов, сталепрокатный и азотнотуковый заводы, линия электропередачи Рыбинск-Череповец, восемь цехов фанерно-мебельного комбината. Трест строил в Череповце жилые дома (более миллиона квадратных метров жилья) и культурно-бытовые объекты (в том числе 22 школы, 67 детских учреждений, Дворец культуры Строителей).
На счету Д. Н. Мамлеева 28 крупных объектов по всей стране.
Избирался делегатом XXIII съезда КПСС (1966), депутатом Верховного совета РСФСР VI-го созыва (1963—1967), областного Совета, горсовета, членом обкома КПСС.
Вышел на пенсию в 1971 г. Проживал в Ленинграде.
В Череповце Диниахмеда Набиулевича называли на русский лад — Дмитрием Николаевичем.

## Награды
- медаль «Серп и Молот» Героя Социалистического Труда (1958) — за успешное строительство Череповецкого металлургического завода
- орден Ленина (1958)
- орден Октябрьской Революции (1970)
- два ордена Трудового Красного Знамени
- медаль «За доблестный труд в Великой Отечественной войне 1941—1945 гг.»
- премия Совета министров СССР
- Заслуженный строитель РСФСР
- серебряная медаль ВДНХ
- почётный гражданин Череповца (1967) — за активное участие в хозяйственном и культурном строительстве и в связи с 50-летием Великой Октябрьской социалистической революции (Протокол заседания исполкома Череповецкого городского Совета народных депутатов от 27 октября 1967 года № 22).

## Память
В Череповце:
- имя Д. Н. Мамлеева носят одна из улиц города (с 1978 г.)[2] и ДКС (Дворец Культуры Строителей)
- перед новым зданием ДКС в 1998 г. установлен памятник Д. Н. Мамлееву (скульптор Алексей Архипов, архитектор Пётр Маликов)
- на доме № 5 по ул. Металлургов, в котором он жил, установлена мемориальная доска.